# Pont-Bellanger

Pont-Bellanger este o comună în departamentul Calvados, Franța. În 1 ianuarie 2022 avea o populație de 64 de locuitori.